# Sebastià Alzamora i Martín
Sebastià Alzamora i Martín (Llucmajor, 6 marzo 1972) è uno scrittore spagnolo di lingua catalana, critico letterario e gestore culturale di Maiorca, sedicente membro del gruppo poetico chiamato Imparables ("Inarrestabili").

## Biografia
Sebastià ha una laurea in filologia catalana alla Università delle Isole Baleari, e divenne noto con la raccolta di poesie Rafel (1994; Premio Salvador Espriu). Ha anche pubblicato Apoteosi del cercle (1997), Mula morta (2001) e El benestar (2003).
Come scrittore, ha pubblicato L'extinció (1999), Sara i Jeremies (2002), La pell i la princesa (2005), Nit de l'ànima (2007), Miracle a Llucmajor (2010) e Dos amics de vint anys (2013). E 'autore del saggio circa Gabriel Janer Manila L'escriptura del Foc (1998). Ha inoltre partecipato a Imparables, Una antologia (2004) e ha pubblicato con Hèctor Bofill e Manuel Forcano Dogmàtica Imparable (2005). Come giornalista, scrive sui giornali di lingua catalana Avui e Ara.
Dal dicembre 2007 è direttore della rivista "Cultura".

## Premi
- 1994: Premio Salvador Espriu per Rafel
- 1996: Premio Bartomeu Rosselló-Pòrcel degli Premis 31 de desembre della Obra Cultural Balear.
- 1999: Premio Documenta di narrativa
- 2002: Premio Ciutat de Palma per Sara i Jeremies
- 2003: Premio Jocs Florals de Barcelona per El Benestar
- 2005: Premio Josep Pla di narrativa per La pell i la princesa
- 2008: Premio Carles Riba di poesia per La part visible
- 2011: Premi Sant Jordi de novel·la, per Crim de sang[1]